# اره‌مگس‌های شاخک‌چماقی
اره‌مگس‌های شاخک‌چماقی (نام علمی: Cimbicidae) نام یک تیره از بالاخانواده برگ‌خوارزنبورواران است.